# آرتاشس آبراهامیان (نقاش)
آرتاشس ساهاکی آبراهامیان (ارمنی: Արտաշես Սահակի Աբրահամյան؛ Abrahamian Artashes Sahaki زاده ۱۷ سپتامبر ۱۹۲۱ - درگذشته ۲ مهٔ ۲۰۰۳) هنرمند، نقاش اهل ارمنستان بود.

## زندگی‌نامه
وی در ۱۷ سپتامبر ۱۹۲۱ در آلکساندراپول به دنیا آمد و از کالج دولتی هنرهای زیبای پانوس ترلمزیان (۱۹۳۸، ۱۹۴۱) و از انستیتو دولتی هنری و نمایشی ایروان (۱۹۵۲) فارغ‌التحصیل گشت. وی همچنین برنده جوایزی همچون نقاش شایسته ارمنستان شوروی (۱۹۸۰)، نشان ستاره سرخ و نشان شایستگی نبرد شد. وی در ۲ مهٔ ۲۰۰۳ در سن ۸۲ سالگی در ایروان درگذشت.

## نگارخانه

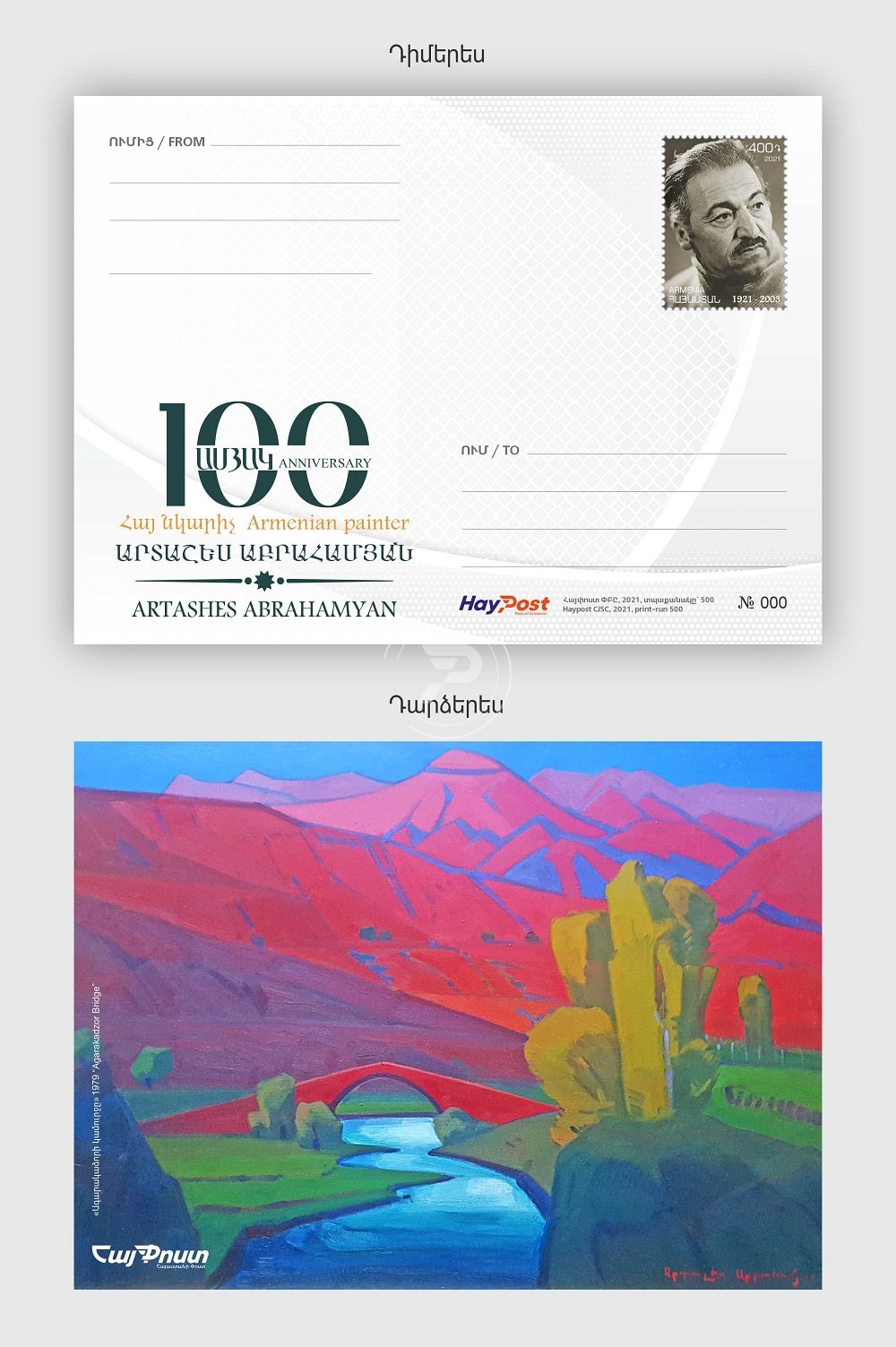